# Предлока
Предлока (на словенски: Predloka) е село в Словения, Обално-крашки регион, община Копер. Според Националната статистическа служба на Република Словения през 2002 г. селото има 74 жители.